# Fűrész IV.
A Fűrész IV (Saw IV) 2007-ben bemutatott amerikai–kanadai horrorfilm, a Fűrész-filmsorozat negyedik része. A 3. és 4. részhez hasonlóan ismét Darren Lynn Bousman rendezte.
A film bemutatója Észak-Amerikában az előző epizódokhoz hasonlóan az év halloweent megelőző hétvégéjére esett, azaz 2007. október 26-ára. Magyarországon a Budapest Film a kezdetben kijelölt 2008. január 10-ről február 7-re módosította a premier dátumát.

## Cselekmény
Jigsaw, a kreatív sorozatgyilkos és tanítványa, Amanda halottak. Allison Kerry nyomozó meggyilkolásának hírére két tapasztalt FBI-os profilozó, Strahm ügynök és Perez ügynök érkezik az egykor rettegésben tartott közösségbe, hogy segítsék a veterán Hoffman nyomozót Jigsaw földi maradványainak átvizsgálásában és a kirakós játék minden darabjának helyreillesztésében.
Ám a jelek arra kezdenek utalni, hogy valaki folytatja az ördögi munkát. Mikor Rigg hadnagyot, a SWAT egyik emberét elrabolják és egy kegyetlen játékba kényszerítik, a férfinek kilencven perce marad arra, hogy leküzdje az őrült csapdák sorát és megmentse egy régi barátját, vagy szembenézzen a halálos következményekkel.

## Szereplők
- John Kramer / Jigsaw – Tobin Bell
- Hoffman – Costas Mandylor
- Strahm ügynök – Scott Patterson
- Perez ügynök – Athena Karkanis
- Jill – Betsy Russell
- Rigg – Lyriq Bent
- Eric Mathews – Donnie Wahlberg
- Jeff – Angus Macfadyen
- Amanda – Shawnee Smith
- Lynn – Bahar Soomekh
- Kerry – Dina Meyer

## Háttér
A Fűrész III stábjának 90%-a közreműködik a negyedik részben is. A rendezői feladatok ellátására David Moreau és Xavier Palud is szóba került, mielőtt újfent Darren Lynn Bousman kapta a megbízatást.
A film előkészületei 2007. február 12-én kezdődtek meg. A forgatás 2007. április 16-ától kezdve hat héten át tartott, május 30-áig. Helyszínéül a második és harmadik részhez is használt ontariói Torontót választották. Az utómunkálati fázisba a produkció május 19-én lépett.

## Korhatár-besorolás
A 2007-es Comic Conon a rendező, Bousman és Mark Burg producer nyilvánosságra hozták, hogy az MPAA a legmagasabb, NC-17-es korhatár-kategóriába (csak 17 éven felüliek látogathatják) sorolta a filmet, amit a megnevezés szerint extrém szemléletes erőszakosság, súlyos testi sértések ábrázolása, átható terror és véres kínzásjelenetek indokoltak. Ekkor a készítők a döntés előtt álltak, hogy újravágják-e az egy fokkal alacsonyabb, R-es besorolásért, vagy akkori formájában küldjék-e mozikba a filmet. Végül az előbbi mellett döntöttek, így 2007. augusztus 30-án hivatalosan bejelentették, hogy kiemelten véres erőszakossága, folyamatos kínzásábrázolása és nyelvezete miatt a Fűrész IV R-es korhatárbesorolást kap, vagyis 17 éven aluliak csak felnőtt kísérettel látogathatják.
Magyarországon a Filmiroda Igazgatóságának korhatár-bizottsága a lehető legmagasabb, s rendkívül ritkán használt X kategóriába sorolta a Budapest Film által forgalmazott filmet „szélsőségesen és indokolatlanul erőszakos” tartalma miatt. Ez azt jelenti, hogy a filmet vetítő moziknak a törvény szerint a szokásos 3% helyett 25%-os kulturális járulékot kell fizetniük. A piacvezető Palace Cinemas, amely csak Budapesten kilenc mozit üzemeltet, nem tűzte műsorára a filmet, míg a Cinema City vállalva a plusz kiadást, az egyik fővárosi filmszínházában bemutatta a megszokott jegyáron. Taba Miklós, a KÖH Filmiroda Igazgatóság vezetője elmondta, az ilyen filmeknek külön erre szakosodott mozikban a helye, azonban Magyarországon nem üzemeltetnek efféle filmszínházat, feltehetőleg az üzletet rontó többletjárulék miatt.

## Marketing
2007. augusztus 31-én indult a film hivatalos weboldala. Ugyanezen napon került fel a Yahoo Movies-ra az előzetes.
A Lionsgate a 2004-es első rész óta rendszeresen megrendezi az éves Fűrész Véradást az Amerikai Vöröskereszttel. A Fűrész-filmekre ellátogató nézők az első alkalom óta 38 000 pint vérrel járultak 112 500 élet megmentéséhez.

## Fogadtatás

### Kritikai visszhang
A kritikusok kedvezőtlenül fogadták a filmet. A Rotten Tomatoes-on olvasható vélemények mindössze 19%-a szolgál pozitív visszajelzéssel.
Scott Schueller a Chicago Tribune-től azt írta, „a film annyira éles, mint egy gumikés.” „Ha Bousman filmjének borzasztó felépítése hatására nem adja fel a gyomrunk, a pornográf határán mozgó erőszakosság majd tesz róla. Nyugtalanító elképzelni, hogy bárkinek tetszik, ha az ócska szenny fröccsen a vászonra.” A The Hollywood Reporter munkatársa, Frank Scheck szerint „a híresen találékony kínzásjelenetek itt úgy tűnik, kifogytak a képzelőerőből,” de hozzátette, „még nem olyan kétségbeesett próbálkozás, mint a Rémálom az Elm utcában és a Péntek 13. sokadik része.” A The San Francisco Chronicle újságírója szerint a film „a mészárlós filmek Szirianája, annyira bonyolult és körülményes, hogy csak akkor reménykedhetünk a teljes megértésében, ha előző este sok halat ettünk, aztán megnéztük az összes korábbi részt, sorrendben, éppen mielőtt beléptünk a moziterembe.”

### Box office
A film két közvetlen elődjéhez hasonlóan a toplista első helyén nyitott Észak-Amerikában. 31,8 millió dolláros három napos bevétele a Fűrész II 31,7 milliós és a Fűrész III 33,6 milliós, hasonló időtartam alatt elért összege között helyezkedik el. Végső bevételüket azonban nem tudta megközelíteni, mivel az érdeklődés iránta gyors iramban csökkent. 63,3 millió dolláros végeredményével a Fűrész-sorozat harmadik legnagyobb bevételt elérő epizódjává vált. A nemzetközi porondon további 71 millió dollárt gyűjtött, így összbevétele közel 135 millió dollár.